# 蘭科克斯 (新澤西州)
蘭科克斯（英語：Rancocas）是位於美國新澤西州伯靈頓縣的非建制地區。

## 歷史
蘭科克斯的郵局自1838年營運至今。

## 地理
蘭科克斯所處的海拔為高於海平面18米（即59英呎），而該地所採用的時區為UTC-5，即北美东部时区（EST）。同時該地設有夏令時間，為UTC-5調快一小時，即UTC-4（EDT）。